# Бишофрода
Бишофрода (нем. Bischofroda) — община в Германии, в земле Тюрингия. 
Входит в состав района Вартбург. Подчиняется управлению Мила.  Население составляет 702 человека (на 31 декабря 2010 года). Занимает площадь 10,04 км².